# هنري بينيت
هنري بينيت (3 سبتمبر 1869 - 18 فبراير 1965) (بالإنجليزية: Henry Bennett)‏ هو لاعب كريكت بريطاني (وحمل سابقاً جنسية المملكة المتحدة لبريطانيا العظمى وأيرلندا).